# Buxus gonoclada
Buxus gonoclada är en buxbomsväxtart som beskrevs av Müll. Arg. Buxus gonoclada ingår i släktet buxbomar, och familjen buxbomsväxter. Inga underarter finns listade i Catalogue of Life.